# Minicrédito
Los mini créditos (o mini préstamos) son un servicio prestado por las entidades de crédito a través del cual una persona puede pedir prestada una cantidad de dinero (hasta 600 euros) a cambio de devolverla en un plazo máximo de 30 días pagando además unos intereses u honorarios.
En 2013, debido al delicado momento de una banca española más centrada en captar líquido que en conceder crédito, los prestamistas privados que comercializan mini préstamos a través de Internet viven un momento de gran auge y proliferación, ya que cubren un nicho de mercado. La mayoría de estas empresas operan en línea y vía telefónica, e incluso a través de SMS.

## Prestatarios
Los prestatarios de los mini créditos son personas mayores de edad con necesidades de capital, incluso si es muy urgente, tienen otro crédito abierto que aún no han pagado o están en paro o en listas de morosos como RAI, ICIRED o ASNEF.

## Prestamistas
Estos créditos menores de 600 euros son comercializados generalmente por prestamistas privados con página web. Estas empresas prestamistas han de estar inscritas en el Registro Mercantil y cumplir con la legislación en defensa de los derechos del consumidor como cualquier otra empresa de otro sector. Por tanto, están obligadas a informar claramente de las condiciones de contratación.

## Regulación

### En España
En España, los minicréditos no están supervisados por el Banco de España ni por la Comisión Nacional del Mercado de Valores (CNMV), pero sí se encuentran sujetos a la Ley 22/2007, de 11 de julio, sobre comercialización a distancia de servicios financieros destinados a los consumidores, que incorpora al ordenamiento jurídico español la Directiva 2002/65/CE del Parlamento Europeo y del Consejo. Esta norma tiene como objetivo reforzar la protección del consumidor debido a las características específicas de los servicios financieros contratados a distancia .
En función del importe y las condiciones del préstamo, pueden aplicarse otras normativas. La Ley 16/2011, de contratos de crédito al consumo, establece obligaciones como la entrega de información precontractual estandarizada, el cálculo y la comunicación de la Tasa Anual Equivalente (TAE), el derecho de desistimiento y la evaluación de la solvencia del prestatario, aunque únicamente para créditos de importe igual o superior a 200 euros. Los préstamos por debajo de esa cuantía quedan excluidos de estas obligaciones, lo que ha sido señalado como un vacío legal aprovechado por algunos prestamistas.
Asimismo, la publicidad de minicréditos está sujeta a la Ley 34/1988, General de Publicidad, y a la Ley de Competencia Desleal, que prohíben la publicidad engañosa u omisiva, así como a la Orden EHA/1718/2010 y la Circular 4/2020 del Banco de España, que exigen que los mensajes sean claros, objetivos y no confusos.
A nivel de la Unión Europea, la Directiva (UE) 2023/2225, conocida como CCD2, amplía la regulación a créditos de menos de 200 euros, a préstamos a muy corto plazo o sin intereses aparentes, y a productos de tipo «compra ahora, paga después» (BNPL). La norma introduce requisitos como la inclusión en toda publicidad de un aviso destacado («¡Atención! Pedir dinero prestado cuesta dinero») y la prohibición de mensajes que sugieran que el crédito mejora la situación financiera o que la aprobación está garantizada. Los Estados miembros deberán transponer esta directiva antes del 20 de noviembre de 2025 y aplicarla a partir del 20 de noviembre de 2026.

### En otros países
Este mercado no solo está regulado en la zona euro. En Reino Unido y aunque no existen restricciones al tipo de interés, las empresas dedicadas a su comercialización están obligadas por ley a declarar cuál es la TAE que aplican. En Australia sí que existen restricciones a los tipos de interés máximos. En determinados Estados se ha impuesto una tasa máxima para los mini préstamos del 48 %. En Canadá también se establece un límite al tipo de interés del 60 % anual. Para ello utilizan la legislación contra la usura mientras que en Estados Unidos están prohibidos en 13 Estados o bien de manera explícita o por las leyes de la usura. En los 37 Estados restantes están permitidos.

## Riesgos para los consumidores
El principal riesgo para el usuario es el sobreendeudamiento, que no suele venir, sin embargo, de la solicitud de uno de estos préstamos sino de la contratación de un crédito tras otro para lograr pagar el anterior (el perfil de usuario es el de un cliente asiduo, recurrente), de manera que cada vez se aumenta más la deuda y los costes financieros.
El perfil de cliente del minicrédito lo constituyen, principalmente, asalariados con salarios superiores a los 1000€ tal y como se desprende de los muestreos de algunas de la base de datos de sus clientes. Se colige de estos datos que, a pesar de que las falta de circulación crediticia ha favorecido el auge de estos prestamistas, la deuda contraída por sus clientes recurrentes no se relaciona unívocamente con el perfil más afectado por la crisis: personas en desempleo o con pensiones no contributivas.

## Coste del servicio
El interés de un mini préstamo puede superar el 2000 % TAE, aunque al referirnos a estos productos no se habla de intereses sino de honorarios, lo que les permite no publicar la TAE sino simplemente la cantidad de euros a pagar.
Por ejemplo, si pedimos 100 € a devolver en 15 días, el prestamista puede establecer que nos va a costar 20 €, así que al final entregaremos 120 €: 100 € del préstamo que hemos de devolver y 20 € de intereses. TAE=8347.80 %

## Otras características
- Servicio a distancia (telefónico o en línea)
- Solicitud sencilla, sin demasiada documentación
- Rapidez de respuesta (positiva o negativa) e ingreso en cuenta, en cuestión de horas o incluso minutos, si la cuenta del cliente pertenece a uno de los bancos con que trabaja el prestamista
- Al tratarse de pequeñas cantidades, no suele requerirse nómina ni aval
- Porcentaje de concesión muy superior al de los préstamos de los bancos[6]
- Algunas empresas permiten solicitar un préstamo a pesar de que el nombre del solicitante conste en una lista de morosos como RAI o ASNEF
- En caso de impago, estas entidades proceden rápidamente a la inscripción del cliente en listas de morosos, aunque alguna de ellas permite al cliente solicitar una prórroga que alargue el plazo de pago, siempre y cuando este avise antes del cumplimiento del primer plazo acordado.

## Ventajas de los mini créditos
- Se pueden solicitar a través de Internet.
- Podemos conseguir importes de dinero de manera rápida.
- Mucha competencia entre empresas, lo cual nos ayudará a ahorrar dinero.
- Las transferencias se hacen a través de transferencias urgentes.
- Los requisitos para acceder a los mini créditos suelen ser muy bajas.
- No se suele exigir ni nómina ni avales.
- Algunas empresas permiten solicitar dinero incluso en listas de morosidad.